# Lasioglossum nupricola
Lasioglossum nupricola is een vliesvleugelig insect uit de familie Halictidae. De wetenschappelijke naam van de soort is voor het eerst geldig gepubliceerd in 1988 door Sakagami.